# Saint-Julien-en-Quint
Saint-Julien-en-Quint is een gemeente in het Franse departement Drôme (regio Auvergne-Rhône-Alpes) en telt 142 inwoners (1999). De plaats maakt deel uit van het arrondissement Die.

## Geografie
De oppervlakte van Saint-Julien-en-Quint bedraagt 54,0 km², de bevolkingsdichtheid is 2,6 inwoners per km².

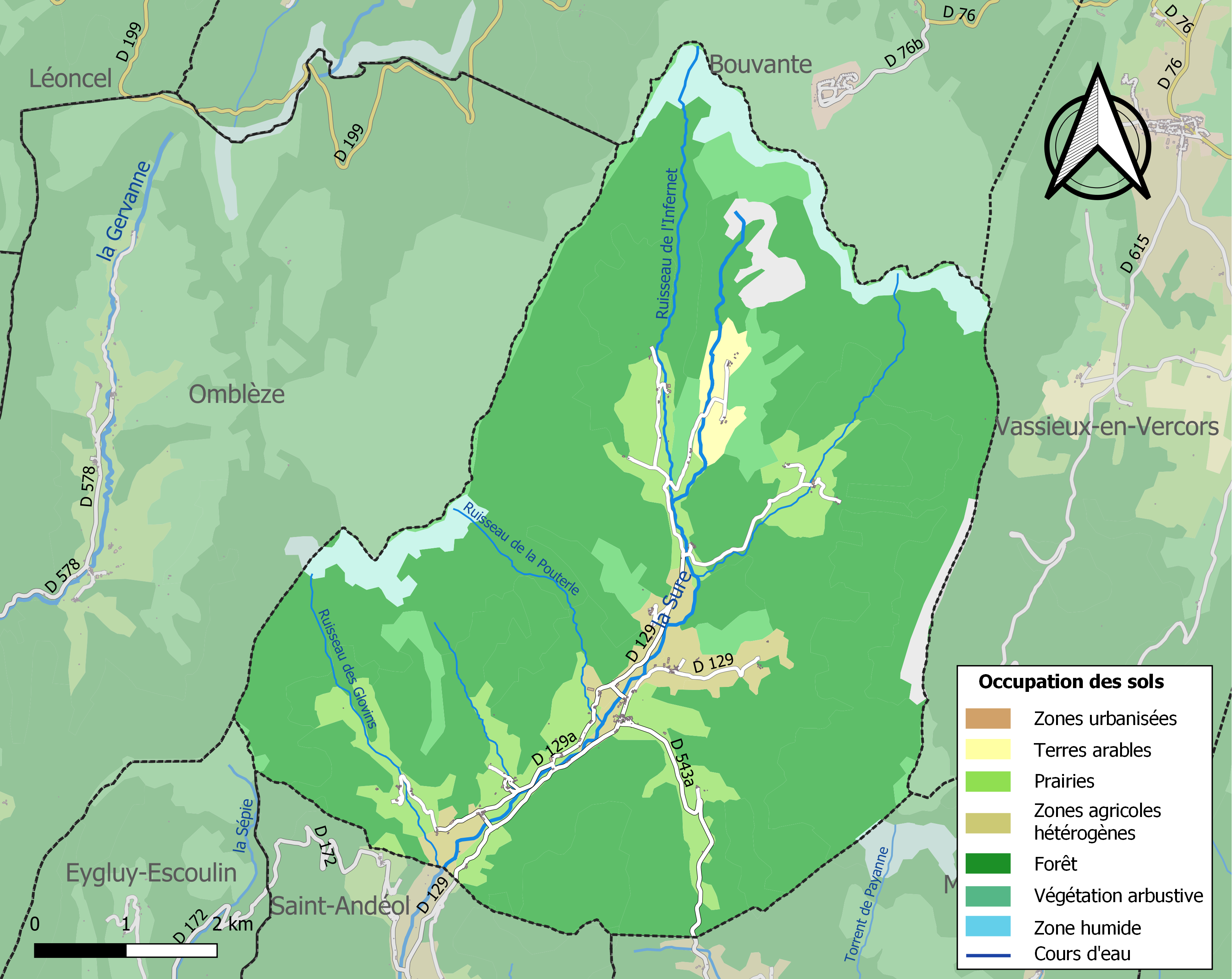
Kaart van de gemeente met belangrijkste infrastructuur, bodemgebruik en omliggende gemeenten

## Demografie
Onderstaande figuur toont het verloop van het inwonertal (bron: INSEE-tellingen).